# Larry Smith International
 Larry Smith (по-русски произносится Ларри Смит)— международная консалтинговая компания в сфере коммерческой недвижимости, специализация — торговая недвижимость. Штаб-квартира компании находится в Милане, Италия.
В России компания известна под брендом Larry Smith International. Офис представительства располагается в Москве

## История
Компания Larry Smith Consulting учреждена в США в 1939, для оказания консалтинговых услуг компаниям реализующим проекты торговых центров, в частности для компаний J.C. Penney, Safeway and Macy’s разрабатывались технико-экономического обоснования самых первых проектов торговых центров。
В 1960 году компания Larry Smit вышла на европейский рынок. Были открыты филиалы в Париже, Лозанне, Лондоне, Брюсселе, а затем и в Мадриде.

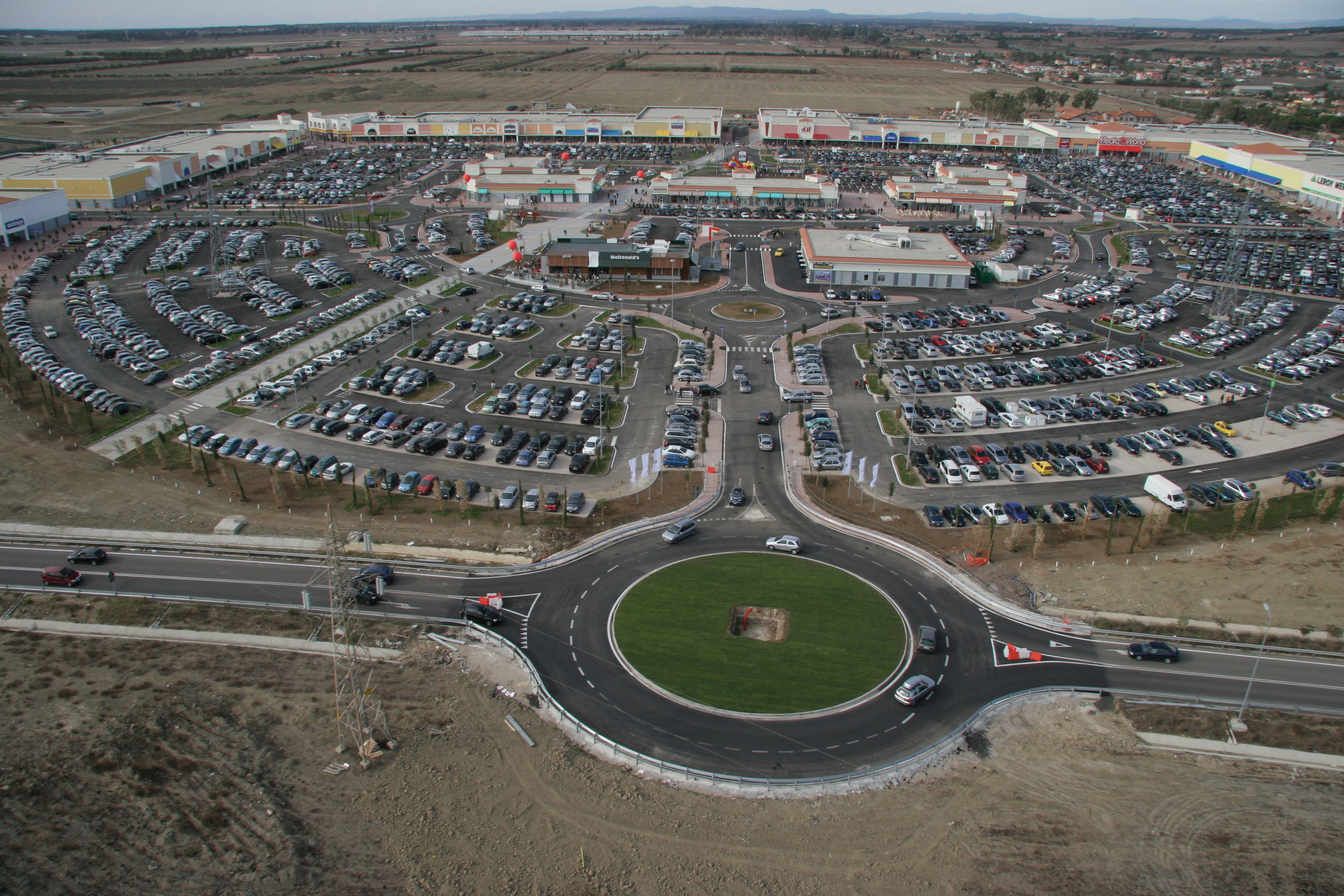
Ретейл-парк MARKET CENTRAL DA VINCI, г. Фумичино (Италия)

В 1984 компания Larry Smith зарегистрирована своё представительство в Милане под именем Larry Smith Consulting S.r.l. К этому моменту опыт и знания итальянского рынка, приобретенный офисом в Лозанне, был уже свыше 15 лет.
В 1990 году сформирована Ассоциация с ведущей сертифицированной оценочной компанией Великобритании Matthews & Goodman, которая являлась признанным авторитетом в договорных отношениях и управлении коммерческой недвижимостью ведущих инвесторов. Ассоциация выступила консультантом и оценщиком в сделке продажи торгового центра в г. Курно инвестиционному фонду Schroders Properties Fund (сегодня Eurocommercial Properties NV), одной из крупнейших сделок в данном секторе рынка. В 1994 году Larry Smith Consulting переименована в Larry Smith & Associates S.r.l. и расширила сферу предлагаемых услуг: брокеридж, управления, а также разработка концепции и дизайна крупных торгово-развлекательных центров. Были открыты филиалы в городах Перуджа, Барселона и Опорто.

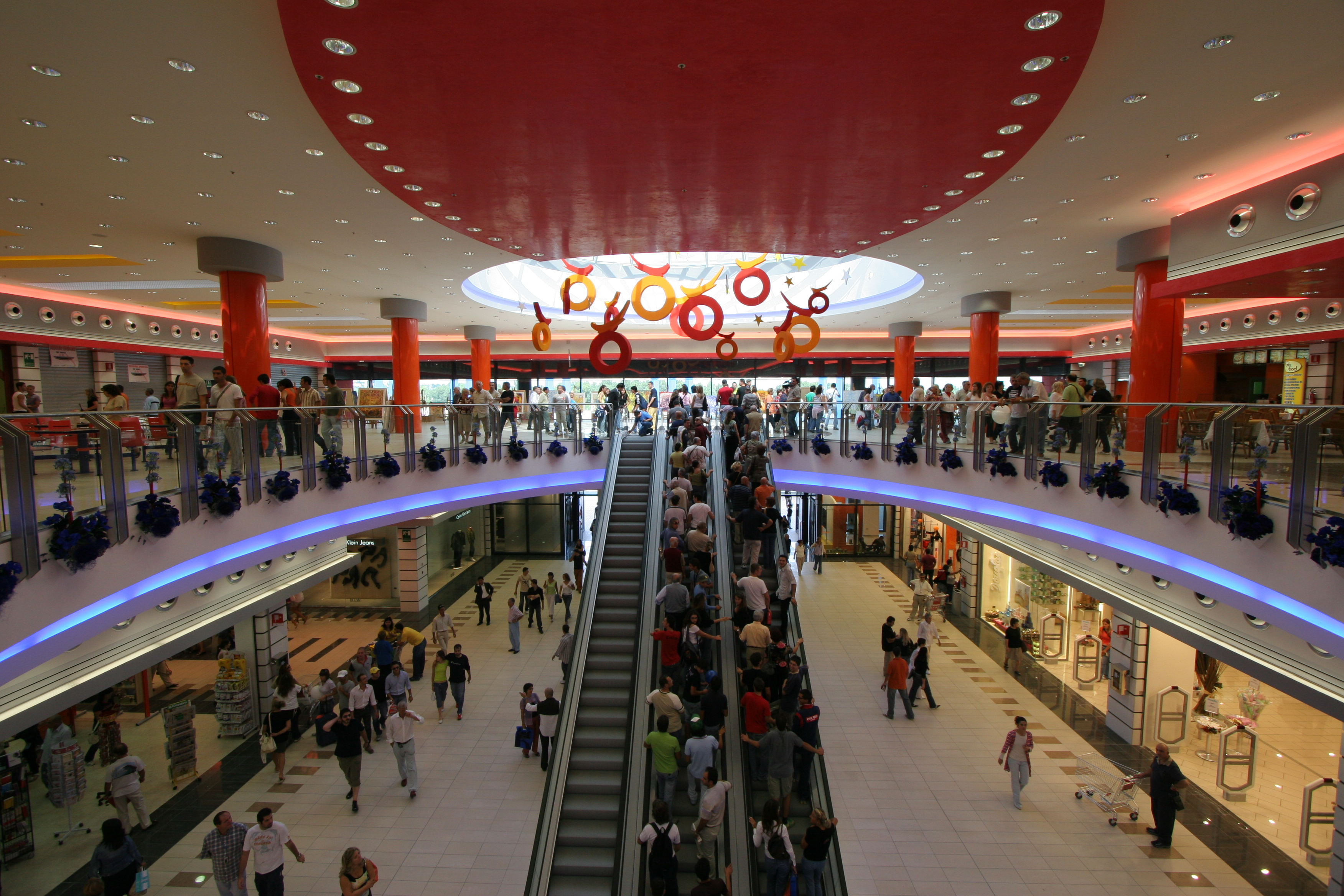
ТРЦ МЕГАЛО

В 1997 Larry Smith & Associates участвует на всех этапах запуска самого большого торгового центра Апеннинского полуострова «I Gigli» в Campi Bisenzio и затем управляет им. В 1998 года Larry Smith стала дочерней компанией Lend Lease Europe (правопреемником компании Matthews & Goodman).
В 2001 года Eurocommercial Properties N.V. выкупила акции Larry Smith у компании Lend Lease Europe.
В июле 2004 года итальянские топ менеджеры Larry Smith выкупили 100 % акций компании и стали полноправными владельцами бренда Larry Smith.

## Страны, в которых работает Larry Smith
| - Италия - Россия - Франция - Швеция - Турция - Словения - Хорватия - Швейцария - Словакия - Латвия - Эстония - Литва - Бразилия - Китай |

## Некоторые проекты Larry Smith
| Страна, город                             | Торговый центр                      | Основные параметры | Изображение | Вклад larry smith                                                                                            |
| Италия: Рим                               | ТРЦ ROMAEST                         | 210 магазинов. GLA 98 000 кв.м., 7 000 парковочных мест. |             | Маркетинговые исследования, разработка концепции, создание торгового плана. Брокеридж. Управляющая компания. |
| Италия: Флоренция                         | ТЦ I GIGLI                          | Самый посещаемый торговый центр в Италии с потоком посетителей более 13 миллионов человек в год. |             | Маркетинговые исследования, разработка концепции, создание торгового плана. Брокеридж. Управляющая компания. |
| Хорватия: Загреб                          | ТРЦ LANISTE                         | Самый крупный региональный торгово-развлекательный центр в Хорватии. |             | Маркетинговые исследования, разработка концепции, создание торгового плана.                                  |
| Багамские Острова: острова Теркс и Кайкос | ТЦ премиум-класса а LE VELE PLAZA   | Проект располагается в средне-восточной части Бухты Грейс, среди самых престижных отелей и мест отдыха. Концепция ориентирована на бренды «Сделано в Италии» и представляет оригинальные торговые площади. |             | Брокеридж.                                                                                                   |
| Италия: Турин                             | ТРЦ 8 GALLERY                       | Реконструкция индустриального здания в современный многофункциональный комплекс. Сердцем «нового» Lingotto стал торгово-развлекательный центр 8Gallery, общей арендной площадью 31 000 кв.м. и площадью галерей 15 000, а также с используемой открытой крышей здания. В ТРЦ располагается 90 магазинов, 15 ресторанов и первый в Италии многозальный кинотеатр Pathи. |             | Маркетинговые исследования, разработка концепции, создания торгового плана. Брокеридж. Управляющая компания. |
| Италия: Фумичино                          | Ретейл-парк MARKET CENTRAL DA VINCI | Самый крупный ретейл-парк Италии общей площадью 210 000 кв.м., содержит основные международные торговые сети модной одежды, спортивных товаров, мебели, DIY, а также мелкие бутики, магазины кофе, рестораны и зоны развлечения. |             | Управляющая компания                                                                                         |
| Италия: Венеция                           | ТЦ MARCO POLO AIRPORT               | В новом аэропорту Венеции создан современный торговый центр, размещающий различные бутики, магазины, кафе, рестораны и услуги. |             | Маркетинговые исследования, разработка концепции, создание торгового плана. Брокеридж.                       |

## Larry Smith в России
Российское представительство Larry Smith располагается в г. Москва, которое распространяет свои услуги на все регионы России и СНГ.
В марте 2007 г. Larry Smith Italia подписала соглашение о партнерстве с российской компанией „Торговый квартал“.
В 2008 г. Larry Smith International подписала договор об оказании консалтиноговых услуг и брокериджа с ООО „Кром Маркет“ по Многофункциональному торговому комплексу „Владимирский тракт“.
Компания Larry Smith считает российский рынок весьма перспективным, современные объекты торговой недвижимости внедряются ударными темпами, территории России огромные, население с удовольствием посещает торговые центры.

## Услуги, предоставляемые Larry Smith International

### Исследование рынка
- Технико-экономическое обоснование: анализ зоны охвата[24]
- Оценка спроса и потребительских предпочтений: целевая аудитория, тенденции и прогнозируемые смещения потребления
- Анализ конкурентной среды: существующие и будущие коммерческие направления
- Анализ потоков посетителей
- Анализ транспортных коммуникаций
- Комплексная экспертиза проекта

### Консалтинг

#### Консалтинг для инвесторов
- Оценка рисков
- Анализ структуры и процедур управления
- Оценка долгосрочной рентабельности проекта

#### Консалтинг для арендаторов коммерческих площадей
- Анализ потребительских предпочтений в специфических секторах ретейла
- Прогноз потенциального спроса и оценка конкуренции

#### Консалтинг для девелоперов
- Стратегическое позиционирование объекта, разработка коммерческой концепции
- Разработка торгового плана (внутренние планировки, рассадка арендаторов)
- Формировае арендного плана (определение арендных ставок и оценка доходности объекта)
- Консалтинг при разработке архитектурного решения
- Ре-концепция неэффективно функционирующих торговых центров и повторный запуск
- Разработка концепций для переформирования бывших административных и промышленных зданий в торговые центры
- Рекомендации по техническим характеристикам торгового центра
- Опрос покупателей и анализ целевой аудитории
- Комплексная экспертиза проекта

### Управление ТЦ
Гибкий подход к управлению объектов, охватывающий управление доходностью и технической эксплуатации;

#### Управление эксплуатацией
Организация и контроль над всем комплексом эксплуатационных услуг, предоставляемых сторонними организациями или Управляющей Компанией.

#### Административное управление эксплуатационными расходами
Организация и контроль над процессом взаимоотношений между арендаторами и собственником.

#### Техническая эксплуатация
Организация и контроль над системой технического обслуживания здания.

#### Маркетинговые мероприятия и продвижениеторгового центра
- Разработка, осуществление и контроль тактики и стратегии продвижения торгового центра
- Маркетинговое исследование и выбор наилучшей инвестиционной и концептуальной альтернативы;

### Сдача в аренду коммерческих площадей (брокеридж)
- Операционный торговый план
- Разработка арендного плана
- Формирование досье проекта
- Подбор арендаторов, ведение переговоров
- Сопровождение и регулирование процесса заключения договоров
- Профессиональные рекомендации на любой стадии реализации проекта
- Ре-брокеридж функционирующих объектов
- Поиск площадей для арендаторов

### Купля — продажа
- Проведение аудита при покупке проекта, который включает анализ рынка, концепции проекта, торгового плана, уровня арендных ставок и доходности проекта, управления, посещаемости и имиджа торгового центра в целом.
- Осуществление посреднических услуг по поиску покупателей

### Обучение

#### Подготовка к процессу обучения
- Определение бизнес процессов Управляющей Компании;
- Формирование штатного расписания и должностных инструкций, набор персонала;

#### Обучение управляющих компаний ТЦ
- Системный командный подход к управлению;
- Организация торгового центра;
- Методики организации эффективной работы с арендаторами и посетителями ТЦ;

#### Семинары для специалистов ТЦ
- Арендная политика
- Эксплуатация
- Маркетинговые мероприятия

## Членство в профессиональных общественных организациях
- Управляющий директор Larry Smith International Коррадо Висмара является вице-президентом Национального совета торговых центров Италии[26]
- Жюри премии MAPIC 2007 (Christian Recalcati, управляющий директор Larry Smith Italia, Италия)
- Комитет по разработке классификации российских торговых центров

В своё время Larry Smith Italia принимала активное участие в разработке европейской классификации торговых центров.

## Профессиональные награды Larry Smith
| Год присуждения | Кто наградил            |
| 2001            | Jean Louis Solal        |
| 2003            | CNCC Excellence         |
| 2004            | CNCC Quality            |
| 2005            | CNCC Community Relation |
| 2005            | CNCC Excellence         |
| 2010            | Quotidiano Immobiliare  |

## Публицистическая и издательская деятельность

### Выступление на профессиональных конференциях и форумах
- 7 июня 2007 Москва, VII Международный выставочный форум МИР ТОРГОВЛИ. Докладчик Кристиан Рекалкати, управляющий директор Larry Smith Italia[30][31]

- 9 мая 2007 Милан, конгресс Совета торговых центров Италии. Докладчик Кристиан Рекалкати[32]

- 2-3 октября 2007 года в Москве, в Swissotel «Красные холмы», состоится конференция «Работа управляющей компании в области Commercial Real Estate»[33]

- 27-28 февраля 2008, Москва, конференция «Девелопмент торговой недвижимости»[34]. Докладчик Кристиан Рекалкати, управляющий директор Larry Smith Italia[35]

- 17 сентября 2009, Киев, 3-я Международная конференция «Retailtainment на Украине. Западные стандарты и современные технологии в управлении коммерческой недвижимостью» — Альберто Сканделли, Larry Smith International[36]

- 9 октября 2009, Москва, семинар по частно-государственному партнерству[37]. Доклад Марчелло Деледда, директора по консалтингу и маркетинговым исследованиям Larry Smith International «Трансформация фабрики Линготто в Турине как успешный пример»[38]

- 27 апреля 2010, Москва, Экспоцентр. «Торговая недвижимость: новые возможности, новые перспективы». Доклад Кристиана Рекалкати, генерального директора российской компании Larry Smith International, управляющего директора компании Larry Smith Italia[39]

### Newsletter Larry Smith
Информационный бюллетень Larry Smith публикует новости, аналитические материалы и информацию по актуальным вопросам рынка торговой недвижимости. Публикуется на английском и русском языках. Распространяется по электронной почте и в печатном виде.

### Учебно-научная литература
- Начальник отдела брокериджа Larry Smith International Геннадий Федотов в соавторстве с Борисом Волковым и Анатолием Гавриленковым работает над вторым изданием учебника «Экономика и управление недвижимостью на железнодорожном транспорте»[40] план издательства 2010 г.